# Scoliocentra ceianui
Scoliocentra ceianui är en tvåvingeart som beskrevs av Martinek 1985. Scoliocentra ceianui ingår i släktet Scoliocentra och familjen myllflugor.
Artens utbredningsområde är Rumänien. Inga underarter finns listade i Catalogue of Life.